# Метонів цикл

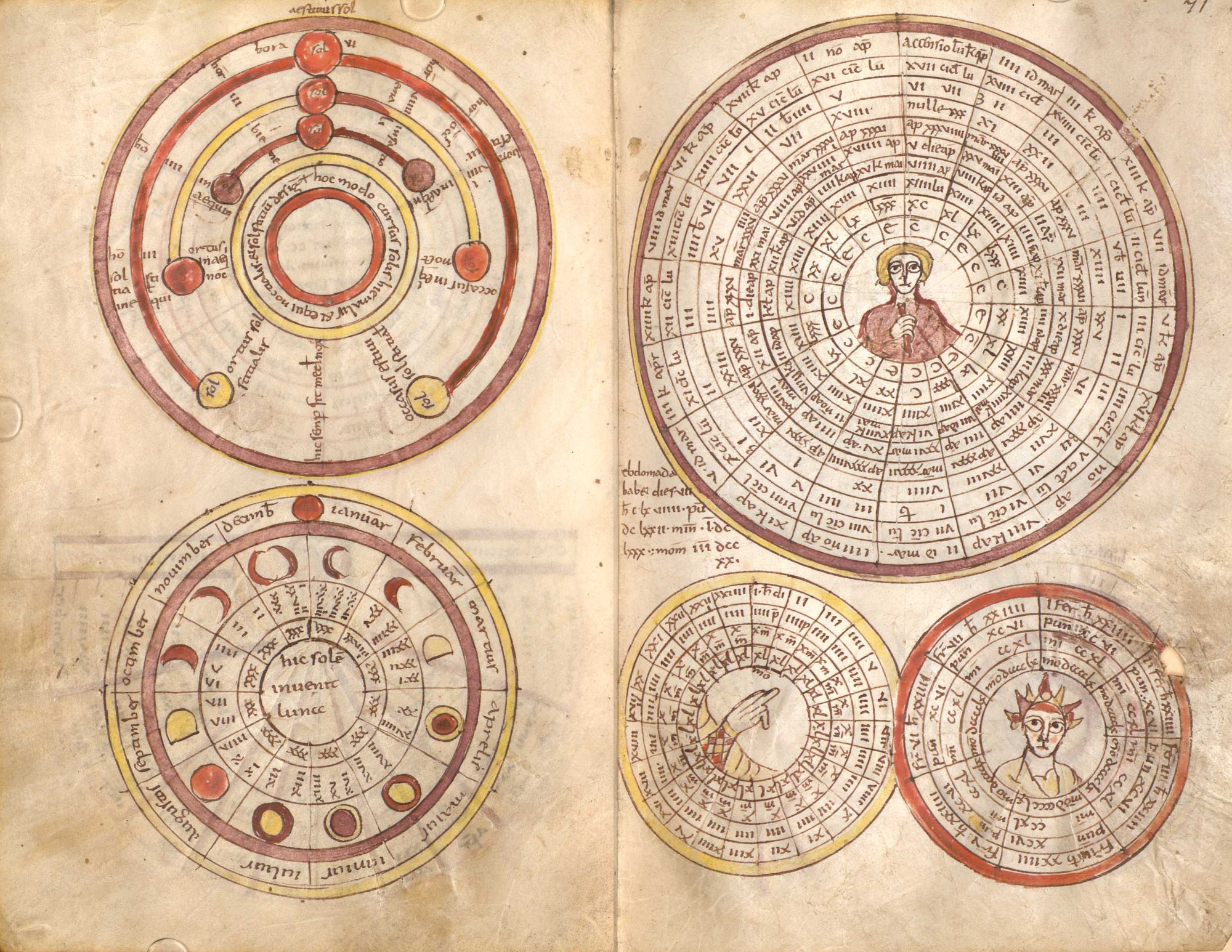
Зображення 19-річного Метонового циклу у вигляді колеса з юліанською датою Пасхального молодика з рукопису 9-го століття, зробленого в абатстві Св. Еммерама

Метонів цикл — проміжок часу у 6940 діб, який застосовують для узгодження тривалості тропічного року та синодичного місяця у місячно-сонячному календарі.
Запропоновано давньогрецьким астрономом Метоном 443 року до н. е. на основі спостереження, що 19 тропічних років (6939,60 діб) майже дорівнює 235 синодичним місяцям (6939,69 діб). Тобто, через 19 років місяць перебуватиме у тій самій фазі.
Це співвідношення лежить в основі деяких місячно-сонячних календарів. Зокрема, його застосовують для обчислення дати Великодня
у православ'ї.
Метонів цикл складався, таким чином, з 235 місяців (6940 днів), при цьому 12 років містили по 12 місяців кожен, 7 років — по 13 місяців кожен, 125 місяців були повними, 110 — неповними. Різниця між тривалістю 19 сонячних років і тривалістю 235 місячних місяців, будучи незначною, все ж накопичувалася з роками. Майже через сторіччя астроном Каліпп Кізікський (370—300 рр. до н. е.) вніс в Метонів цикл поправку: з четвертого 19 -річного циклу він виключив один день (оскільки 19 х 4 сонячних років вже на добу були коротше 235 х 4 місячних місяців), замінивши один повний місяць неповним. Поправка Каліппи, яка значно зблизила періоди тривалості 19 сонячних років і 235 місячних місяців (періоди, які, взагалі кажучи, збігаються випадково), полягала в тому, що з кожних чотирьох циклів Метона (тобто кожні 76 років або Каліппів цикл) віднімався один день, тобто один повний місяць замінювався неповним. Покращенням Каліппового циклу був Гіппархів цикл (148 до н. е. — 126 до н. е.).
Метонів цикл було застосовано в Антикітерському механізмі.